# 女巫前傳
《女巫前傳》（英語：Wicked: The Life and Times of the Wicked Witch of the West，另譯《綠野仙蹤外一章》）是美國作家格萊葛利·馬奎爾所著的童話奇幻小說，於1995年首次出版，插圖由道格拉斯·史密斯設計。本書為《女巫年代》系列的首部作品，其後續作品包括《女巫之子》（2005年出版）、《眾人中的獅子》（2008年出版）以及《走出奧茲》（2011年出版）。
這部小說以修正主義的視角重新詮釋李曼·法蘭克·鮑姆於1900年創作的《綠野仙蹤》、其後續作品，以及1939年改編電影。故事以傳記形式展開，聚焦於西國魔女的生平，為她賦予名字「艾法芭」，講述她從出生、逐漸激進化、經歷社會排擠，直至最終死於桃樂絲·蓋爾之手的生命歷程。馬奎爾以同情的視角重新詮釋這名傳統反派角色，並藉此探討「邪惡的本質」、先天與後天的影響，以及恐怖主義、宣傳與人生意義等議題。
本書於2003年被改編為百老匯同名音樂劇。該劇獲得多項托尼獎肯定，此外，音樂劇亦被改編為電影系列，第一部已於2024年11月上映，第二部則計劃於2025年11月推出。

## 背景
本書作者格萊葛利·馬奎爾在1990年代初居住於英國倫敦時，開始深入思考「邪惡」的本質。他發現，雖然許多人從不同角度探討過這個問題，但相關觀點往往缺乏綜合性。他質疑，將某人標籤為「邪惡」是否會引發自证预言效應。他曾這樣反思：
如果每個人總是給你取難聽的名字，那些評價會對你有多大影響？你會有多少次乾脆接受他們的說法，心想：『既然無法改變他們的看法，那就成為他們說的那個人吧。』那麼，究竟應該以誰的標準來過自己的生活？
當時，馬奎爾受到了1993年詹姆斯·巴杰尔谋杀案的啟發，這起案件引發了英國社會對邪惡成因的討論。由於受害者和加害者都是年幼的孩子，人們開始探討他們的行為是否由天性或環境驅使。他回憶道：
每個人都在問：『這些孩子怎麼可能如此邪惡？』他們是天生如此，還是環境讓他們這麼做？這讓我重新面對了在天主教背景下長期困擾我的『邪惡問題』。
在創作《女巫前傳》之前，馬奎爾長期專注於兒童文學領域，但當決定探討「邪惡」的主題時，他發現兒童文學的框架無法容納他對這一主題的深層思考。他認為，兒童文學並不存在真正意義上的「邪惡」角色，他形容這段發現過程為「一次重大頓悟」，並指出這些反派角色多是為了激發讀者的快速情緒反應，缺乏深度與複雜性。
在創作小說主角時，馬奎爾聯想到米高梅1939年電影《綠野仙蹤》中瑪格麗特·漢密爾頓飾演的西國魔女，以及她的經典台詞：「我一定會抓到你，我的小寶貝，還有你的小狗！」馬奎爾自少年時期便對《綠野仙蹤》充滿興趣，無論是李曼·法蘭克·鮑姆的原著小說，還是電影版均從未錯過。因此，他決定以西國魔女為主角，並以查爾斯·狄更斯小說的宏大敘事與廣泛的道德主題為靈感，構築西國魔女的生命故事。

## 劇情
在奧茲國，一名牧師的妻子梅蓮娜·索羅普（Melena Thropp）生下了一個女兒，名為艾法芭。艾法芭一出生就擁有綠色的皮膚、鋒利的牙齒，性格倔強且狂野，並且對水充滿恐懼。故事從她艱難的童年開始，接著講述她在希茲大學求學的經歷。在大學期間，艾法芭與一心追求名利的室友格琳達建立了友誼，而格琳達則是將來會成為大名鼎鼎的善良女巫「葛琳達」。
在大學求學期間，艾法芭和葛琳達逐漸意識到，奧茲國的政治局勢極為緊張。校長莫里貝爾夫人，同時也是奧茲國的權力掮客，提議她們為自己工作，並暗中協助穩定政局。然而，艾法芭更傾向於採取直接行動。她與葛琳達一同前往翡翠城尋求奧茲國魔法師的幫助，希望能說服他解決國內的問題。但魔法師對她們的請求置若罔聞。失望之下，艾法芭決定獨自行動，隱姓埋名加入一個以翡翠城為根據地的地下組織，這個組織被外界視為恐怖團體。
五年後，艾法芭與昔日的大學同學費耶羅王子重逢。此時的費耶羅已婚並育有三個孩子，但他與艾法芭之間卻悄然發展出一段秘密戀情。好景不長，費耶羅在艾法芭的藏身處被魔法師的秘密警察逮捕。艾法芭深感自責，認為自己的行動導致了費耶羅的不幸，於是選擇隱退在一座修道院中避難。七年後，艾法芭來到費耶羅家族位於基亞莫柯（Kiamo Ko）的城堡，希望獲得費耶羅家人的原諒。這次，她帶著名叫利爾（Liir）的男孩，這是她與費耶羅的兒子。儘管費耶羅的家人同意讓她暫時留宿，但費耶羅的妻子莎莉瑪（Sarima）拒絕接受他的道歉。在城堡居住的日子裡，艾法芭開始深入研究魔法，逐漸成為外界所稱的「西國魔女」。
期間，艾法芭的父親請她幫助妹妹涅莎蘿絲。涅莎蘿絲也成為了女巫，並繼承了艾法芭原本的世襲地位成為蒙奇金地的統治者。然而，對權力毫無興趣的艾法芭選擇放棄了繼承權。涅莎蘿絲承諾在她去世後，會將自己的魔法銀鞋留給艾法芭。不過，當艾法芭返回基亞莫柯時，卻發現魔法師的軍隊已經將費耶羅的家人囚禁。
七年後，一場風暴席捲蒙奇金地（Munchkinland），一間農舍被捲入狂風之中，最終墜落在涅莎蘿絲身上導致她當場身亡。農舍的乘客是名叫桃樂絲·蓋爾的女孩和她的小狗托托（Toto）。涅莎蘿絲去世後，艾法芭多年來首次與葛琳達重逢。然而，當她得知葛琳達將涅莎蘿絲的銀鞋交給桃樂絲，意圖防止這雙鞋在蒙奇金地引發內戰時，感到無比憤怒，因為這雙鞋應該屬於她。
艾法芭隨後前往拜見魔法師（Wizard），懇求他釋放費耶羅和他的家人。然而，魔法師坦承他早已殺害了費耶羅一家，只留下費耶羅的女兒諾兒（Nor）並將她作為奴隸。魔法師還透露，他來自另一個世界，因此不受奧茲國法律的約束。這次對峙無果而終，然而艾法芭卻從「時之龍鐘」中得知一個令人震驚的秘密：魔法師其實是她的親生父親。這一發現揭示了艾法芭的身世是來自兩個世界的孩子，注定無法真正屬於任何一方。
當桃樂絲與她的夥伴抵達基亞莫柯（Kiamo Ko）時，桃樂絲懷著歉意向艾法芭坦白，雖然魔法師命令她「殺死西國魔女」，但她其實是為涅莎蘿絲之死而來道歉的。然而，艾法芭聽後大為憤怒，因為桃樂絲竟然尋求她自己始終無法得到的原諒。憤怒之下，艾法芭揮動燃燒的掃帚，卻不慎點燃了自己的裙子。桃樂絲試圖救她而拿起一桶水潑向她，卻不料水對艾法芭具有致命效果，導致艾法芭在慘叫聲中融化，徹底消失。
隨後，桃樂絲帶著一瓶綠色的瓶子返回翡翠城。魔法師看到瓶子後，驚恐地認出那是他多年前用來迷昏艾法芭母親的藥水瓶。慌亂中，他逃回自己的世界，正好避過即將爆發的政變，否則他將面臨被推翻乃至處決的命運。故事結尾，奧茲國陷入了無盡的政治混亂。

## 主題

### 修正主義文學
《女巫前傳》表面上是《綠野仙蹤》的修訂版平行小說。《獨立報》將其與《寬闊的薩爾加索海》和《荒野》相提並論，歸類為「重新詮釋經典故事的迷人類型，既批評又致敬」。與過去作者遵循奧茲故事的道德框架不同，《女巫前傳》表達了對原著的喜愛，但也對故事所傳遞的價值提出質疑。
馬奎爾通過詳細描述艾爾法巴的生活，為這個反派角色提供了同情的視角，幫助讀者理解「一個天真而尖刻的孩子」如何變成「一個仍具道德感的恐怖分子」。同時對原著奧茲國進行了改造，將其描繪為一個多元化的世界，充滿不同群體與政治議程的交織。

### 邪惡的本質
根據作者馬奎爾的說法，《女巫前傳》主要講述的是與一個被排斥的角色產生共鳴的故事。《科羅拉多斯普林斯公報》中澤提到，《女巫前傳》是一個「警示故事......講述當我們作為社會決定將與常規不同的人標籤為邪惡時，會發生什麼。」
在創作《女巫前傳》之前，馬奎爾對從「邪惡人物」角度探討邪惡本質感興趣。他指出，鮑姆在創作原著時刻意避免使用傳統童話角色，西國魔女是唯一例外，成為典型的「城堡中的女巫」，並且邪惡是她唯一的特徵。因此小說探討了邪惡是先天還是后天形成的問題。儘管艾法芭出身貴族，她卻成為社會的邊緣群體，這讓她開始質疑自己對生活的掌控。

### 宣傳與恐怖主義
麗貝卡·奧寧（Rebecca Onion）在《美國經歷》中稱《女巫前傳》為「一部關於權力與政治的深刻反思」。馬奎爾曾指出，「女巫前傳」與「希特勒」這兩個詞的相似性，並表示書名的選擇並非偶然。他回憶起1991年看到將薩達姆·侯賽因與阿道夫·希特勒提並論的新聞標題，深刻感受到宣傳的力量。馬奎爾指出，他試圖檢視那些用語言和宣傳手段煽動對反戰個人或少數群體進行暴力的方式。而在書中，魔法師的主要議程之一是征服有知識的動物，而莫瑞布夫人則利用一種名為「壓制詩」的道德詩歌推動這一思想，艾爾法巴立刻識破了這種宣傳的本質。
托爾指出，恐怖主義在書中後半部分扮演重要角色，無論是國家發動的恐怖主義還是對國家的反抗。魔法師設有類似納粹党卫队的「蓋爾部隊」（Gale Force），利用暴力執行極權主義計劃。艾法芭也使用恐怖主義來反抗他們，儘管她始終避免對兒童動手。

### 生命目標
作為一名終生天主教徒，馬奎爾回憶起在他童年時代於紐約州奥尔巴尼的天主教學校中教書的修女們。他敬佩她們的目標感和對事業的奉獻，並表示，她們的正直與難以捉摸讓她們在他心中彷彿成為了「女巫」。
而在故事中，艾法芭在希茲大學發現了自己的目標，但當她最喜愛的教授蒂拉蒙德博士遭到謀殺後，這一事件激勵她加入聲援動物權利的行列。隨著故事的發展，她因為對信仰的堅守而成為了政治流亡者。

## 評價
《女巫前傳》獲得了大多數積極的評價。《出版人周刊》稱其為「一部關於善與惡、上帝與自由意志的奇幻冥思，融合了俏皮幽默與令人振奮的悲觀。」《科克斯書評》形容這本書為「對命運、個人責任，以及信仰與魔法並不總是衝突的信念，進行了迷人、幽默且富有洞察力的探討。」《图书馆杂志》則推薦這本書給「喜愛諷刺並熱衷於極具創意與巧妙幻想的優秀讀者。」《洛杉磯時報》將《女巫前傳》與其他「思想性幻想小說」如《幽靈古堡》和《沙丘》進行了正面比較。
《紐約時報》是少數持批評態度的媒體之一，對小說中強烈的政治立場和道德相對主義提出了質疑。評論家角谷美智子認為馬奎爾「對鮑姆原著故事缺乏尊重」，並認為《女巫前傳》將原本充滿自發幻想的世界，轉變為一個憂鬱的寓言世界，所有事物和人物都被賦予具有時事性的標籤。

## 改編作品

### 音樂劇
2003年，小說被改編為百老匯音樂劇《女巫前傳》，由作曲兼填詞人斯蒂芬·施瓦茨和劇本家薇尼·霍茲曼創作。音樂劇由環球影業製作，喬·曼特洛執導，韋恩·西連托（Wayne Cilento）負責舞台編排。首演後，該音樂劇在美國芝加哥、倫敦、舊金山、洛杉磯等地長期上演，並在德國和日本也有製作。
該劇獲得十項托尼獎提名，最終獲得三項，並成為百老匯歷史上第四長演的音樂劇，總演出超過7,400場。首演的百老匯版本由伊迪娜·曼佐飾演艾法芭，克莉絲汀·錢諾維斯飾演格琳達。

### 未製作的電視節目
在2009年的一次訪談中，馬奎爾表示，他已經將《女巫前傳》的改編權賣給了ABC，計劃將其改編為一部非音樂劇的獨立電視劇。該劇將不會基於霍茲曼的劇本。
2011年1月9日，《娛樂週刊》報導稱，ABC將與莎瑪·海耶克及其製作公司合作，創作一部完全基於馬奎爾原著小說的電視迷你劇。然而，這部迷你劇最終未能開拍。

### 電影
2010年9月，Filmshaft透露，環球影業開始著手製作音樂劇的電影改編。2012年12月，在《悲慘世界》大獲成功後，作為音樂劇版製片人的馬克·佈雷特宣布電影將繼續製作，並確認電影目標於2016年上映。2016年，環球影業宣布電影將於2021年12月22日上映，並由史蒂芬·戴爾卓
執導。然而，在2019冠状病毒病疫情爆發期間，電影製作停擺，達爾德里因時間安排衝突離開了製作由朱浩偉接替導演職位。
選角經辛西婭·艾利沃和亞莉安娜·格蘭德分別飾演艾法芭和格琳達後，排練計劃於2022年7月開始。楊紫瓊在2022年12月被宣布出演莫里貝爾夫人一角。
2022年4月，宣布該電影將分為兩部分上映，第一部分定於2024年11月22日上映，第二部分則定於2025年11月26日上映。

### 圖像小說
2025年3月，威廉·莫羅平裝書公司將出版《惡棍》圖像小說的第一卷，插圖由斯科特·漢普頓（Scott Hampton）繪製。

## 外部鏈接
- 官方網站介紹（页面存档备份，存于）
- 英文出版社網頁
- 中文出版社介紹（页面存档备份，存于）
- Wicked the novel and Wicked the musical details on the official Stephen Schwartz fan site （页面存档备份，存于）
- Wicked: The Life and Times of the Wicked Witch of the West study guide （页面存档备份，存于）